# Robert Fischer (football)
Pour les articles homonymes, voir Robert Fischer.
Robert Fischer, communément appelé en France Bob Fischer,, né Rupert Fischer le 8 août 1897 à Vienne en Autriche-Hongrie et mort après 1950, est un joueur et entraîneur hongrois (tchécoslovaque) de football.

## Biographie
Ses premières années et sa carrière de footballeur ne sont pas connues avec certitude. Il raconte avoir été pilote de chasse pendant la Première Guerre mondiale,, et avoir porté le maillot du Rapid Vienne, un des principaux clubs autrichiens des années 1910 et 1920 – mais son nom n'apparaît pas dans les compositions de l'équipe première de ce club, ni dans aucune des équipes affrontées par le Rapid Vienne à cette période-là. Il dit aussi avoir pratiqué en Amérique du Sud au début des années 1920, possiblement au Guatemala.
Fischer raconte avoir ensuite commencé à entraîner au Portugal, au « FC Setúbal », avec lequel il dit avoir remporté un championnat en 1925 ou 1926. Cette affirmation n'est pas vérifiée : le Vitória de Setúbal remporte en 1927 le championnat de Lisbonne et s'incline en finale du championnat du Portugal, mais le club est alors entraîné par l'Anglais Arthur John, et Fischer dit lui-même avoir quitté le Portugal en 1926. Il passe par Tilbourg aux Pays-Bas, ou il se déclare entraîneur de football aux autorités et aurait travaillé ensuite en Belgique, au Royal Antwerp (qui n'est pas champion de Belgique en 1926 contrairement à ce que dit la source) et au Berchem Sport à Anvers,, et au FC Hasselt vers 1927-1928.

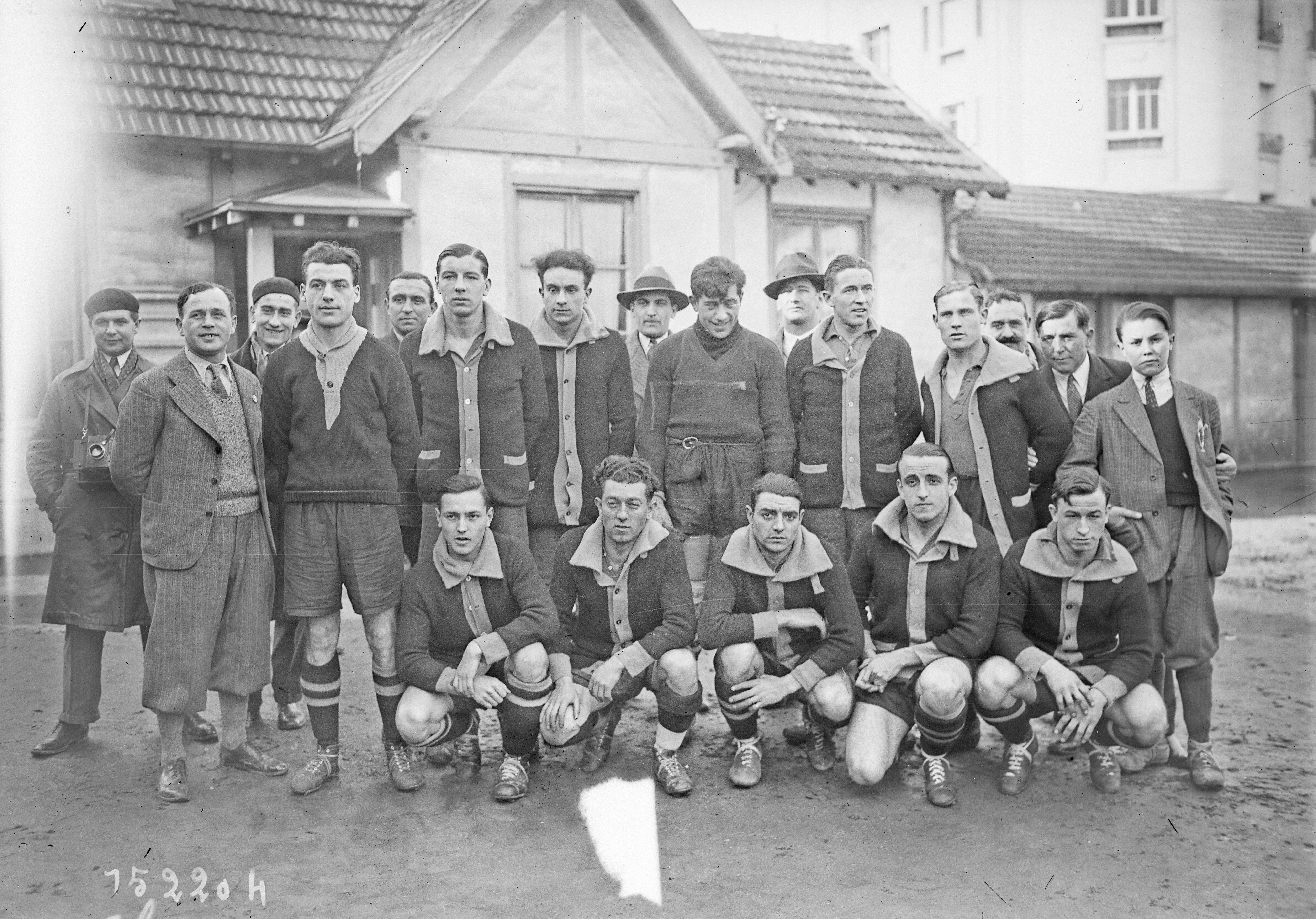
Robert Fischer (debout au premier rang, premier en partant de la gauche), entraîne l’équipe du Club Français jusqu'à la victoire en Coupe de France en 1931.

Fischer devient ensuite entraîneur de football en France, à l'Iris Club lillois et à l'Excelsior, alors basé à Tourcoing. En 1929-1930, il semble travailler pour quatre clubs la même saison, comme entraîneur ou conseiller. Il est lié principalement au Club français, à Paris, mais travaille aussi au club de Billancourt et au CASG et fait une courte pige à l'Amiens AC au printemps 1930,. Avec le Club français, où il apporte une rigueur et une intensité inhabituelles en France, en insistant notamment sur l'importance de la préparation physique et l'obligation de venir aux entraînements collectifs, il remporte le championnat de Paris et la Coupe de France en 1931, après avoir notamment éliminé l'Olympique de Marseille après quatre rencontres. L'entraîneur clubiste se montre très confiant avant la finale face au SO montpelliérain en déclarant « Le Club français ne peut pas perdre ». De fait, ses joueurs l'emportent 3-0.
Auréolé de ce titre, il est engagé par le Red Star et dirige l’équipe parisienne lors de la première édition du championnat de France professionnel en 1932-1933. Il dirige ensuite l'équipe du RC Strasbourg de juin 1933 à janvier 1934, pendant la première moitié du championnat de deuxième division. Son bilan est de neuf victoires et six défaites. Il termine la saison au Club français, relégué entre temps en deuxième division et qui connaît d'importants problèmes financiers.
En 1934-1935 il entraîne l'Olympique lillois, en première division, ; une saison qui s’avère décevante pour le club nordiste. En 1936, il entraîne à Pontoise, et en 1938 il est engagé par le CA Paris.
Fin 1939, alors que la Seconde Guerre mondiale éclate, il s'engage dans la « légion tchèque » engagée auprès de l'Armée française. Membre des Forces françaises libres (FFL), il est officier d'aviation, basé à Alger. Il n'est radié que le 8 août 1950 des cadres d'officiers de réserve de l'armée de l'air, du fait de la limite d'âge.
Il revient en France alors que la guerre se termine et retrouve un poste d'entraîneur au Racing Club de Paris, peut-être dès 1943-1944, ou bien un peu plus tard. Proche de Paul Baron pendant la guerre, ils font venir au Racing plusieurs joueurs de la sélection de l'Armée de l'air qu'ils ont dirigé ensemble, qui s'avéreront précieux lors de la victoire du Racing en Coupe de France en 1945 (Salva, Samuel, Ponsetti, Philippot, Jasseron),.
Fischer quitte apparemment le club parisien en août 1947. Son français encore parfois approximatif, quinze ans après son arrivée en France, lui vaut d’être surnommé « Boum boum »
En 1947, il accepte une proposition du Stade de Mouscron en Belgique mais cette collaboration ne semble pas durer longtemps. Il ne semble plus avoir d'actualité sportive digne d’un intérêt journalistique par la suite.
Les circonstances de la fin de sa vie ne sont pas connues. Deux sépultures, à son nom et sans date de naissance, datées de 1954 et 1964, sont répertoriées à Vienne.